# Stratiomys badia
Stratiomys badia är en tvåvingeart som beskrevs av Walker 1849. Stratiomys badia ingår i släktet Stratiomys och familjen vapenflugor. Inga underarter finns listade i Catalogue of Life.